# 近藤フク
近藤 フク(こんどう ふく、1982年10月19日 - )は日本の俳優。所属事務所はkrei。所属劇団はペンギンプルペイルパイルズ。本名及び旧芸名は近藤智行（こんどう ともゆき）。身長173cm。

## 人物・来歴
福井県福井市出身。福井市明道中学校在学中に、ジャニーズJr.オーディションの一次審査を通るが、二次審査が学校の試験とかぶり断念する。
福井県立羽水高等学校卒業後、立命館大学法学部に入学。在学中に立命館大学新演劇研究会「劇団月光斜」にて演劇活動を始める。大学中退後、上京して2004年にENBUゼミナールに入学。倉持裕クラスに学ぶ。何度か客演の後、2008年に倉持が主宰する劇団ペンギンプルペイルパイルズに所属。以降同劇団の全ての作品に出演している。2010年、現在の芸名に改名。

## 出演

### 映画
- 椿三十郎（森田芳光監督）
- クヒオ大佐（吉田大八監督）
- さらば愛しの大統領（柴田大輔、世界のナベアツ監督）
- 踊る大捜査線 THE MOVIE3 ヤツらを解放せよ!（本広克行監督）
- スマグラー お前の未来を運べ（石井克人監督）
- モテキ（大根仁監督）
- いしゃ先生（永江二朗監督）
- 東京ウィンドオーケストラ（坂下雄一郎監督）
- 美しい星（吉田大八監督）
- この道（佐々部清監督） - 石川啄木 役

### テレビ
- RUN AWAY GIRL 流れる女 第19話
- 時効警察 第8話
- 帰ってこさせられた33分探偵 第11話
- ラストメール2〜いちじく白書〜 第1話
- 伝染るんです。 第8話・19話
- 祝女
- WALKING EYES アルクメデス（声の出演）
- オンナ♀ルール 幸せになるための50の掟
- 世にも奇妙な物語 25周年記念!秋の2週連続SP特別映像・短篇「続・ががばば」
- TOKYO ストーリーズ　妖怪・東京太郎は今
- 麒麟がくる（2020年）
- 連続テレビ小説 エール（2020年、NHK） - 東次郎 役

### CM
- ロッテ「アーモンドチョコレート」（甘すぎる客篇）
- SANKO（田中グッジョブ篇）
- サミー パチスロゴジラ「THE SHIGEKIST MOVIE ゴジラ」
- 日清食品「どん兵衛」（どん兵衛、始動篇）
- シオノギ製薬「ポポンS」（たくさんの想い篇）
- HONDA CARS（高速スライドフロア篇）
- コナミ「ウイニングイレブン」「キャッスルヴァニア ロード オブ シャドウ」
- アットホーム「ネットワークの意味篇」

### WEB
- インテルショートムービー「ROAD TO CIO.」「ROAD TO CIO.2」
- 再春館製薬所「長白仙参」Webムービー「大切なことに気づける」

### ラジオ
- NHK-FM FMシアター「不思議の城のかの子」（小鶴乃哩子作）

### 舞台
- iaku「流れんな」（2024年）[2]
- iaku『はぐらかしたり、もてなしたり』（2025年）[3]